# 特内里费岛
特内里费岛（西班牙語：Tenerife，發音：[teneˈɾife]），是西班牙位于靠近非洲海岸大西洋中的加那利群岛八个岛屿中最大的一个岛屿。

## 概况
它位于北纬28°19，西经16°34，面积2,034平方公里。和加那利群岛中其它岛屿一样，它也是由火山形成的。西班牙最高的点泰德峰（Teide，3,718米），就在这个岛上。
岛上的第一批居民是关切人，岛内后来被西班牙征服者征服。特内里费岛划分为31个市镇。
特内里费岛是加那利群岛中人口最多的一个岛，总共有928,604名居民（2020年）。本岛是该群岛主要的旅游地，每年来游玩的游客超过500万。岛上有两个国际港口和国际机场（特内里费北部机场和特内里费南部机场）。 该岛是加那利群岛最大的经济体，在该群岛的GDP（国内生产总值）领先 。

## 自然象征物
特内里费岛官方的自然象征物（岛鸟和岛树）是特内里费岛蓝燕雀和龙血树。

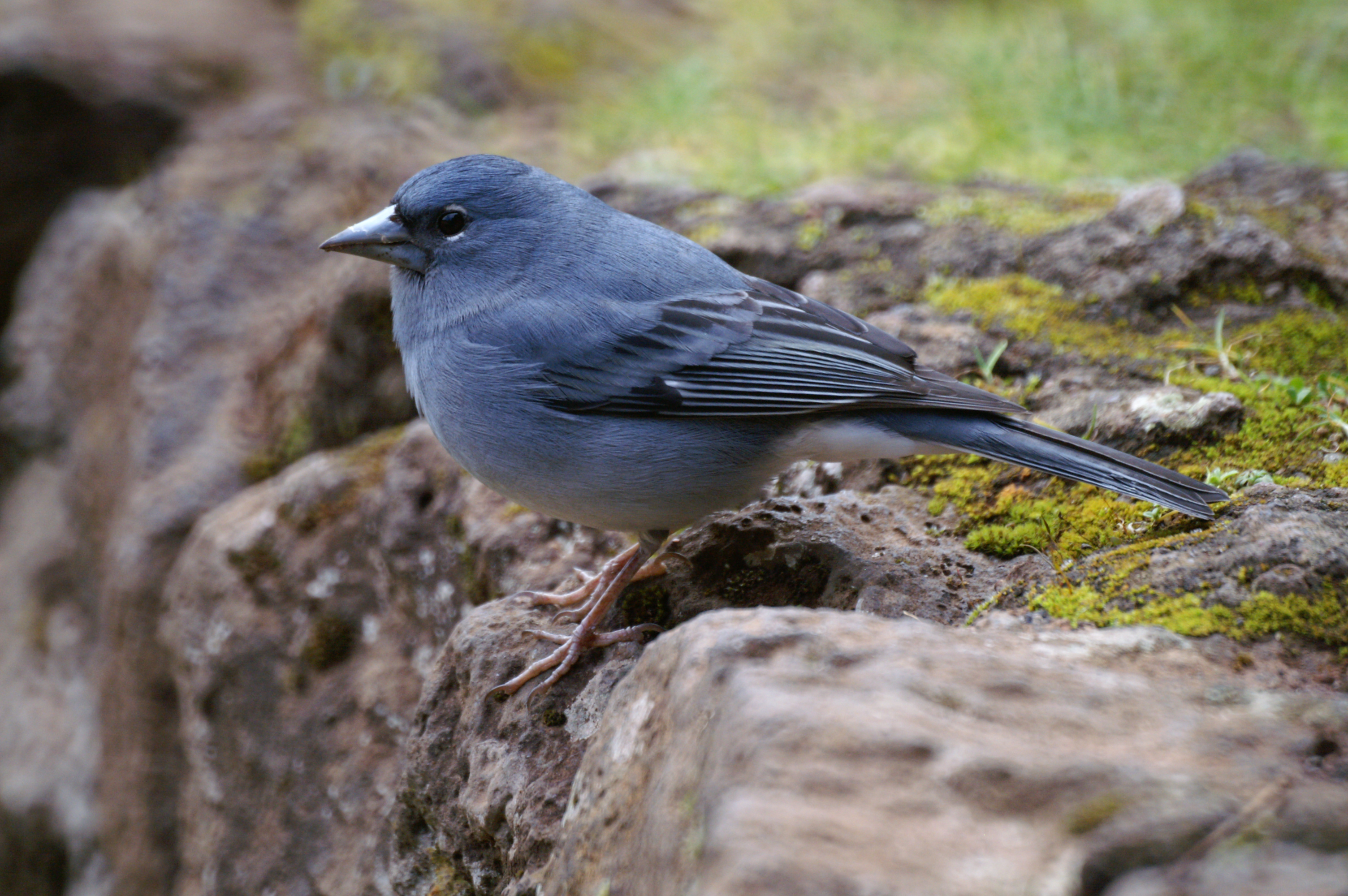
特内里费岛蓝燕雀（英语：Tenerife blue chaffinch）
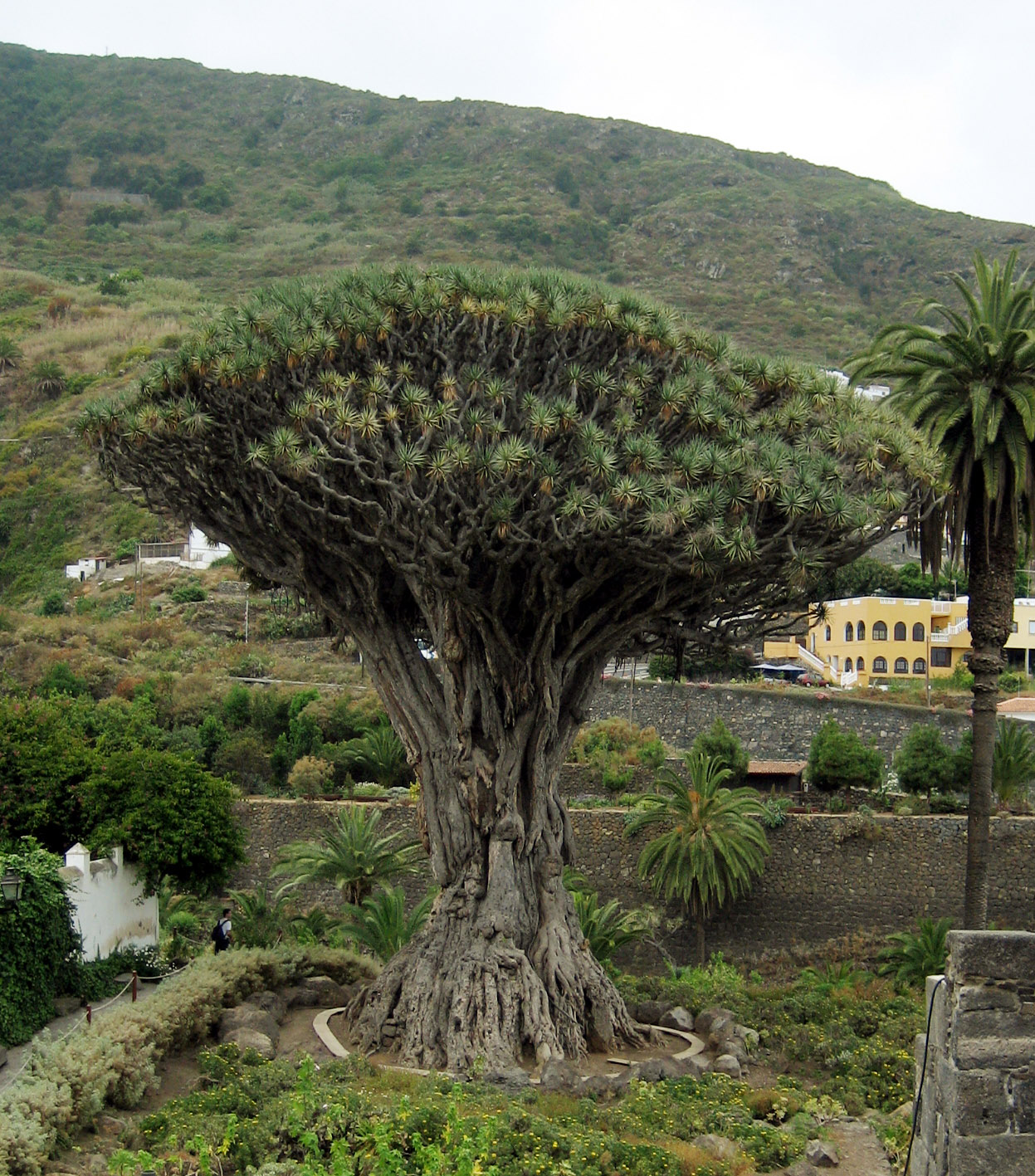
龙血树

## 图集

特内里费岛地形图
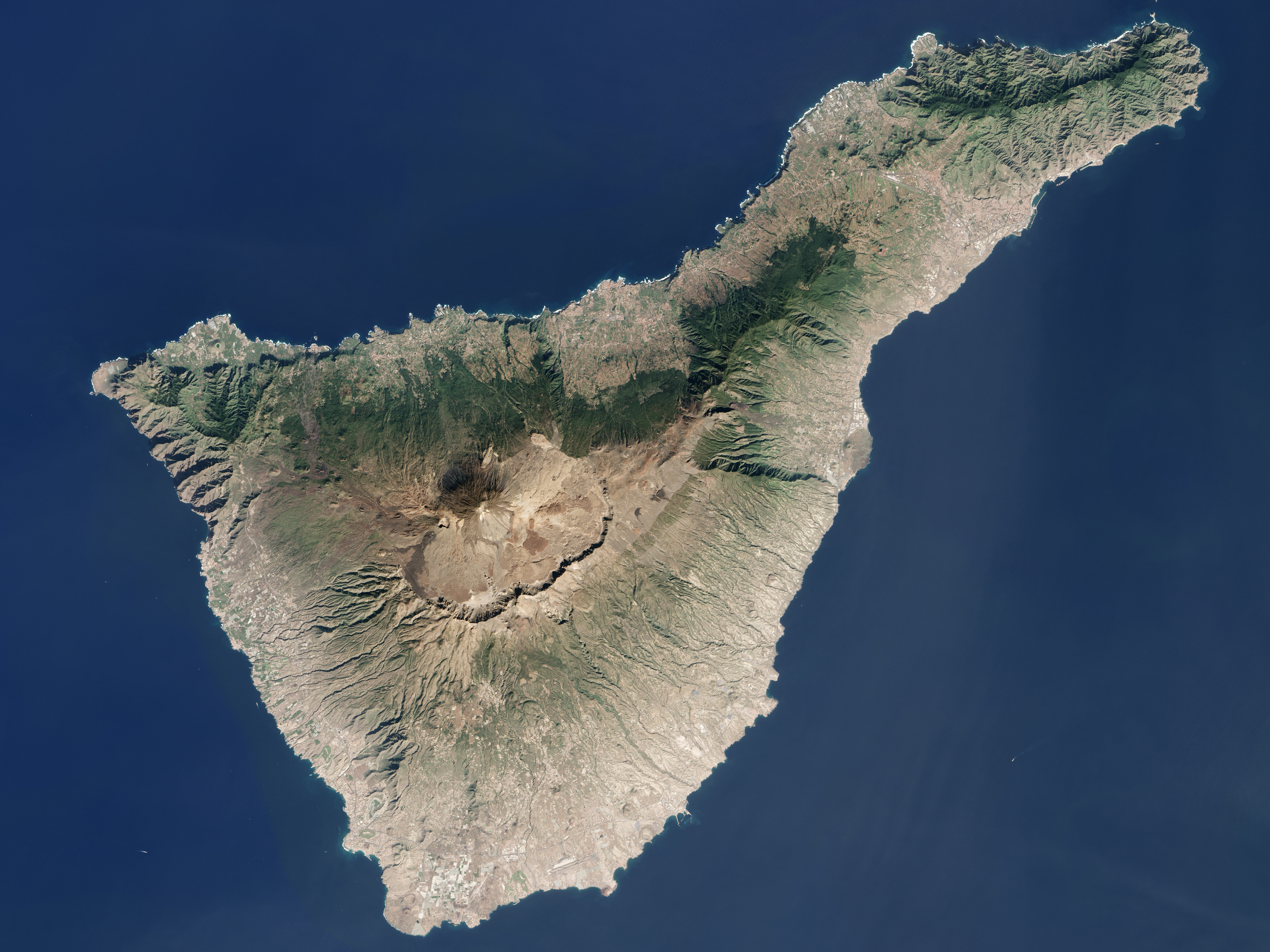
特内里费岛卫星图
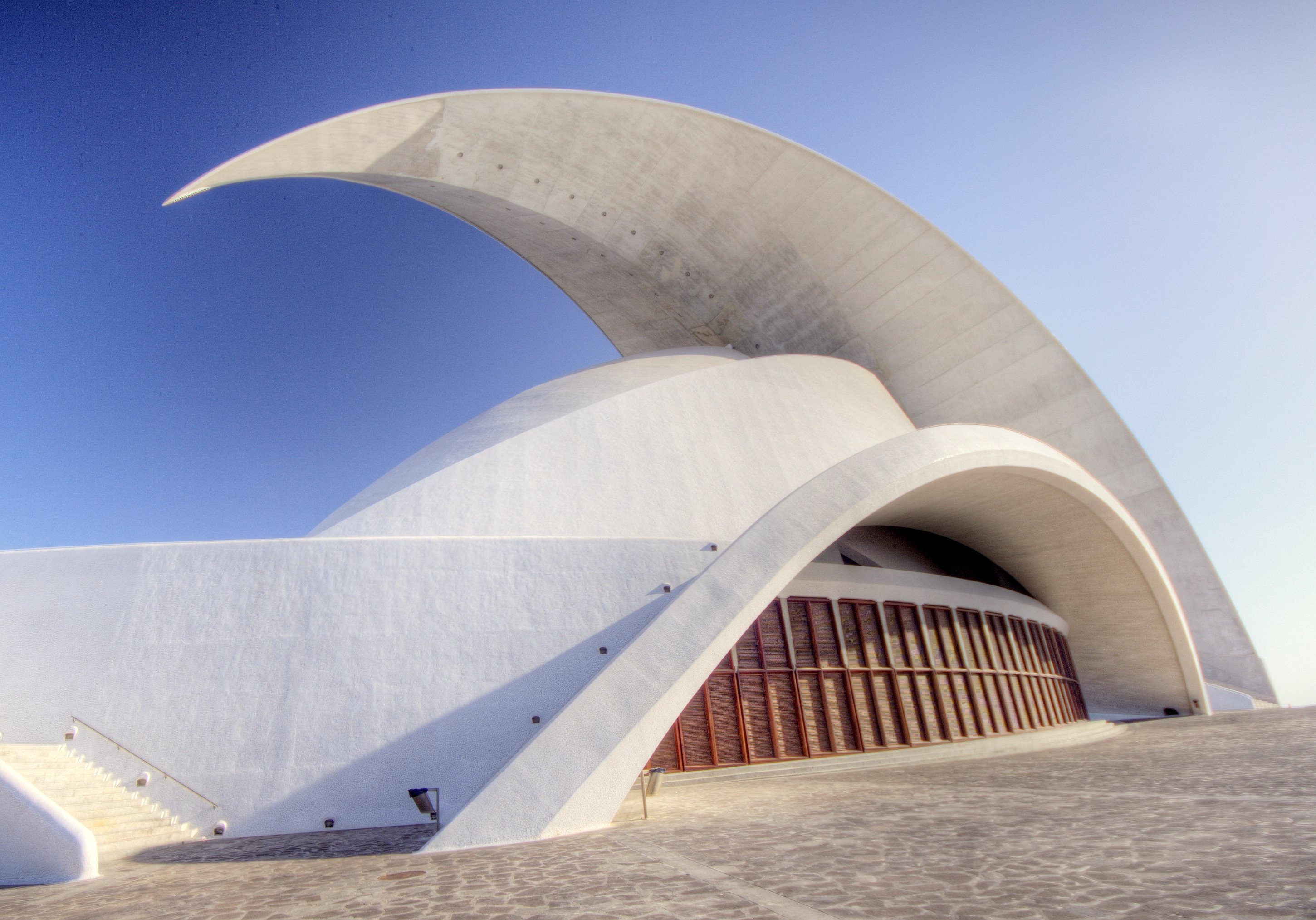
特内里费礼堂
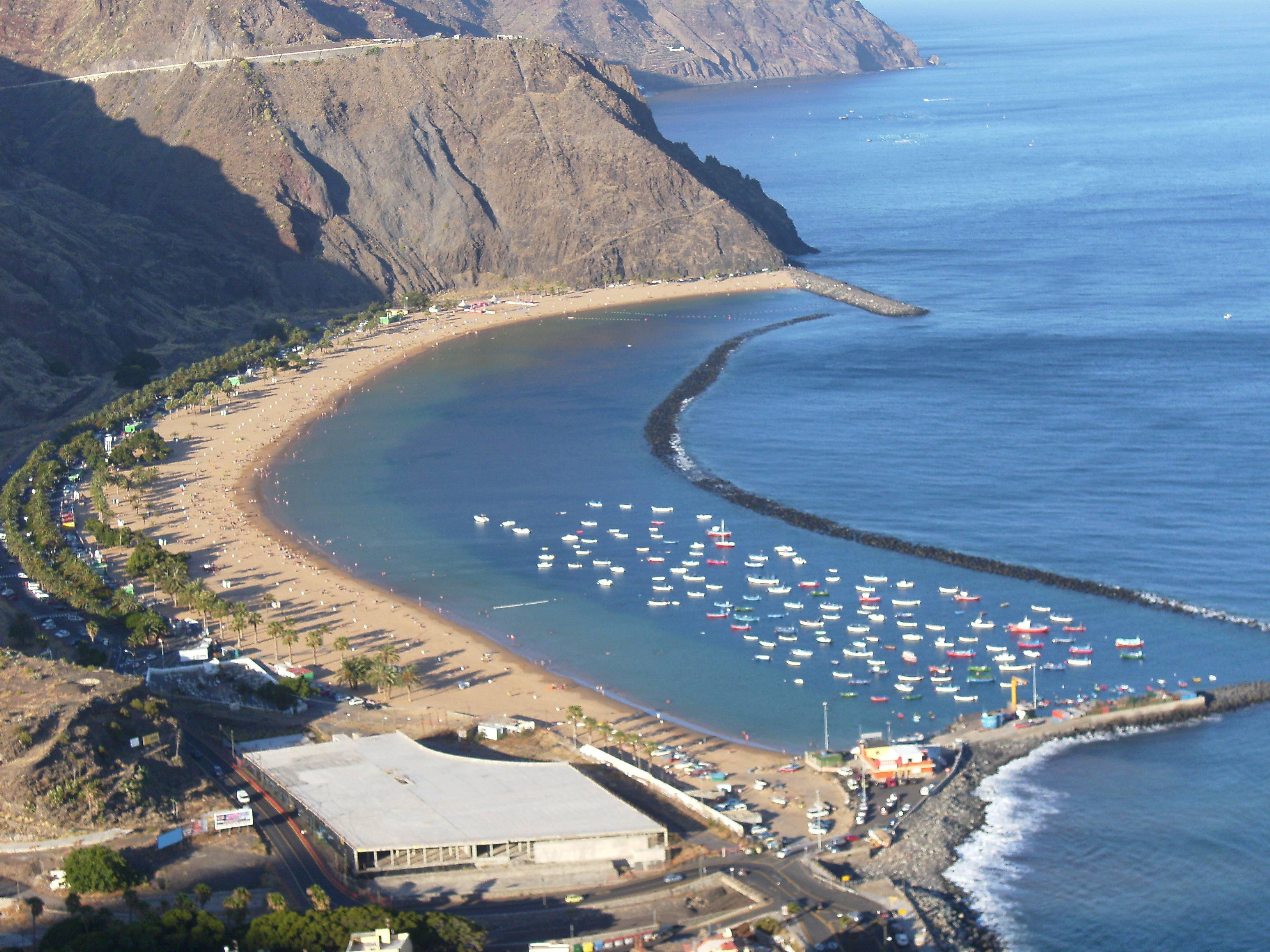
特雷西塔海滩
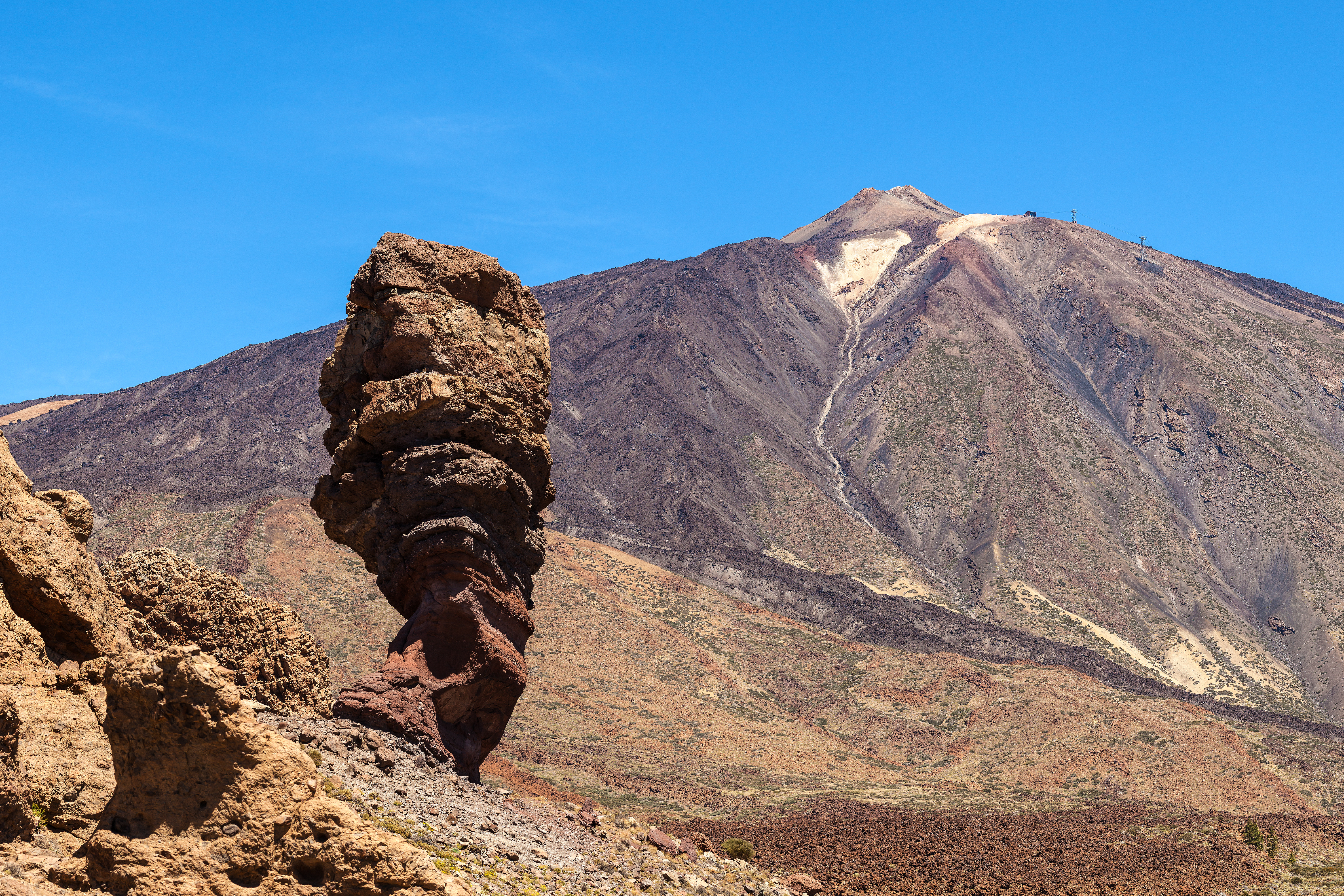
辛恰多岩石（Roque Cinchado）和泰德峰
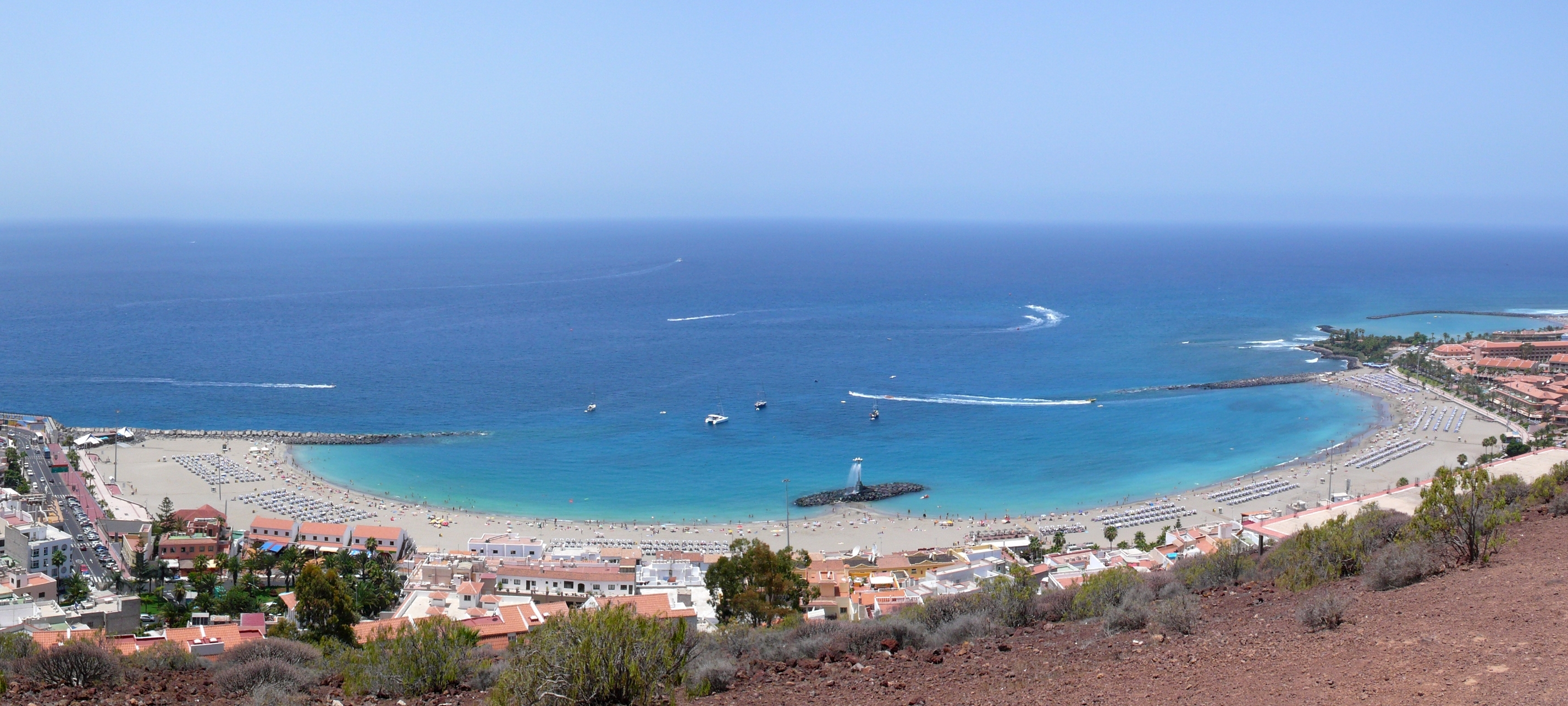
南部的沙滩（Playa de Las Vistas）

## 纹章和旗帜
|                |                |
| 特内里费岛旗帜 | 特内里费岛徽章 |